# كين بانكس
كين بانكس (بالإنجليزية: Ken Banks)‏ هو لاعب دوري الرغبي أسترالي، ولد في 1917 في Wickham, New South Wales ‏ في أستراليا، وتوفي في 1999 في نيوكاسل في أستراليا.